# Benjamin Massing
Benjamin Massing (ur. 20 czerwca 1962 w Edéi, zm. 9 grudnia 2017 tamże) – kameruński piłkarz, reprezentant kraju, występował na pozycji obrońcy.

## Życiorys
Swoją klubową karierę skończył w sezonie 1990/1991, a jego ostatnim klubem był francuski US Creteil, w którym strzelił jedną bramkę w siedmiu meczach.
Ma na koncie grę w mistrzostwach świata we Włoszech. Rozegrał dwa mecze. Pierwszy, wygrany przez Kamerun 1:0 z Argentyną. Żółtą kartkę zarobił już w 10 minucie. Minutę przed końcem regulaminowego czasu gry podciął Claudio Caniggię i został wyrzucony z boiska, a faul ten przeszedł do dziesiątki najbrutalniejszych w historii mistrzostw świata. Starcie było tak ostre, że Massingowi spadł but z nogi. Jego drugi mecz to spotkanie z Anglią, przegrane 2:3 po dogrywce. Benjamin w 28 minucie został ukarany żółtą kartką. Uczestniczył w Pucharze Narodów Afryki w 1992 roku, a Kamerun zajął 4. miejsce, przegrywając w meczu o brąz z Nigerią.
Jego wzrost podczas kariery 183 cm, a waga 80 kg.
Bratem przyrodnim Benjamina Massinga jest Georges Mouyeme, uczestnik mistrzostw świata 1994.